# Экоцентризм
Экоцентризм — мировоззрение, философия, а также идеология охраны окружающей среды, рассматривающие дикую природу как самостоятельную ценность, вне зависимости от человеческих критериев пользы, и предполагающая приоритет этой ценности над целями и потребностями человечества. Экоцентризм противопоставляется антропоцентризму и связанному с ним гуманизму, а также тесно связан с натурализмом.
Природа, экологическое равновесие воспринимаются как имеющие внутреннюю ценность. Сторонникам экоцентризма может быть свойственно восприятие природы как субъекта действия, имеющего собственные цели и обладающего моральными правами.
В рамках экоцентризма защита дикой природы проводится не для достижения каких-либо целей, имеющих ценность с точки зрения человечества, а ради самой природы. Таким образом, создание охраняемых природных территорий предполагает отсутствие научного, рекреационного или какого-либо другого контроля и использования этих территорий и предоставления природным процессам полной свободы.
Экоцентризм выходит за рамки собственно природоохранного движения и представляет собой ключевое понятие философии глубинной экологии.
Термины экоцентризм и биоцентризм не являются строго разграниченными. Биоцентризм может рассматриваться как полный синоним экоцентризма, а также как одно из течений в экоцентризме, наделяющее живые организмы и биосферу в общем особым приоритетом по сравнению с неживой природой, либо наделяющее особым приоритетом жизнь отдельных особей по сравнению с жизнью биологических сообществ и экосистем.